# Joachim von Stülpnagel
 (avril 2016).
Si vous disposez d'ouvrages ou d'articles de référence ou si vous connaissez des sites web de qualité traitant du thème abordé ici, merci de compléter l'article en donnant les références utiles à sa vérifiabilité et en les liant à la section « Notes et références ».
Joachim von Stülpnagel, né le 5 mars 1880 à Glogau et mort le 17 mai 1968 à Oberaudorf, est un officier général allemand, petit-fils de Paul Bronsart von Schellendorff ministre de la guerre prussien et cousins des généraux Otto von Stülpnagel et Carl-Heinrich von Stülpnagel.
Il a été une personnalité militaire influente de la République de Weimar.

## Biographie
Joachim von Stülpnagel est le fils du général d'infanterie prussien Ferdinand von Stülpnagel et de son épouse Marie Klara Rosalie Franziska Antonie, née Bronsart von Schellendorff (né le 8 avril 1854 à Berlin et mort le 20 juin 1932 à Heinersdorf). Elle est la fille du ministre prussien de la Guerre Paul Bronsart von Schellendorff. Après un passage dans l'école des cadets de Potsdam de 1895 à 1898, Joachim von Stülpnagel commence une carrière d'officier au 1er régiment à pied de la Garde, un des régiments les plus élitistes et aristocratiques de l'armée impériale. Il visite de 1906 à 1909 l’académie de guerre et rejoint en 1910 le grand état-major où il sert dans la section mobilisation sous les ordres du lieutenant-colonel Ludendorff puis comme aide de camp du premier quartier-maître général. Dans cette période, il se trouve au contact des plus hautes personnalités militaires allemandes.

### Première Guerre mondiale
Il commence la Première Guerre mondiale au sein de l'état-major du 10e corps d'armée de Hanovre et participe à la prise de Liège où il est blessé. Il poursuit la guerre dans différents états-majors de division (2e division de la Garde) puis d'armée sur les différents fronts. En septembre 1918, il rejoint le commandement suprême allemand où il sert à la position clé de chef de la section des opérations, à nouveau sous les ordres de Ludendorff.

### République de Weimar
Après l'armistice du 11 novembre 1918, il reste dans la Reichswehr en création. En avril 1922, il est nommé chef de la section T1 (Landesverteidigung ou Opérations) du Truppenamt (en). À ce titre, il est un des collaborateurs les plus proches du général von Seeckt. À cette époque, il publie sous pseudonyme plusieurs articles hostiles (six articles en 1924) sur le désarmement et le rôle de la Commission militaire interalliée de contrôle. En même temps, il s'intéresse aux concepts de guérilla et d'insurrection au travers des exemples du soulèvement espagnol contre Napoléon, de la guerre de libération de la Prusse en 1813 ou de l'armée de la Loire de 1870.
Il traduit ses réflexions dans un mémoire présenté aux officiers du Truppenamt en février 1924 (Denkschrift über den Krieg der Zukunft) dans lequel il propose d'employer une guérilla généralisée pour résister à une future invasion française. Il prend ainsi à contrepied la résistance passive employée lors de l'occupation de la Ruhr en 1923.
Ce texte se décompose en quatre parties :
1. dénonciation de la volonté française d'écraser l'Allemagne et de la supériorité militaire française ;
2. préparatifs politiques extérieurs et intérieurs, préparatifs économiques à une guerre de libération (Befreiungskrieg) contre la France ;
3. conduite de la guerre et nécessaire conjugaison d'une guérilla et d'une conduite classique de la guerre ;
4. conclusion sur l'importance des préparatifs nécessaires.

Si ce mémoire ne trouve pas d'application immédiate dans la doctrine de la Reichswehr, les idées qu'il présente conservent une place dans les plans préparés en cas de conflit brusqué avec la France au moins jusqu'au moment du rétablissement du service militaire en 1935.
Poursuivant une carrière de premier plan, il est successivement brièvement commandant d'un régiment d'infanterie en 1926 puis chef de l'administration du personnel (Personnalamt) de la Reichswehr. En 1929, il est nommé à la tête de la 3e division à Berlin. Malgré les relations entretenues dans la capitale, le général von Hammerstein lui est préféré en 1931 pour prendre le commandement de la Reichswehr.

### Dans le civil
Il démissionne en 1931 et commence une activité de journalisme au sein de la Berliner Börsen-Zeitung, dirigé par Arnold Killisch von Horn (de), journal appartenant à l'oncle de son épouse puis d'éditeur avec la création des éditions Die Wehrmacht. Il poursuit ces activités jusqu'à la vente de la Börsen-Zeitung en 1938 puis à l'abandon de sa maison d'édition en 1940.
En août 1939, il est brièvement nommé au commandement de l'armée de Réserve (Ersatzheer) dont il est démis au bout de trois jours en raison d'une conversation téléphonique privée avec le Kronprinz. Il reste par la suite inactif pendant la guerre.
En août 1944, il est arrêté durant la répression consécutive à l'attentat du 20 juillet 1944, son nom ayant été retrouvé mentionné dans les papiers de Goerdeler. Il est libéré en novembre 1944 pour raisons de santé.
Après guerre, il se retire en Bavière dans la région d'Oberaudorf où il rédige des mémoires (non publiés) à destination de sa famille et meurt en 1968.